# 조시 톰프슨 (가수)
조시 톰프슨(Josh Thompson, 1978년 1월 23일 ~ )은 미국의 컨트리 가수이다.